# Donkey Kong 3
Donkey Kong 3 är det tredje TV-spelet i Donkey Kong-serien från Nintendo. Arkadversionen släpptes 1983 och Famicomvarianten släpptes ungefär samtidigt (1983). Spelet kom till USA först 1986. Trots att det är en uppföljare förändrades spelsättet radikalt i det här spelet.

## Spelet
Donkey Kong har brutit sig in i Stanley the Bugmans växthus och hänger i lianerna vilket retar upp bin som kommer att förstöra växterna. Stanley har en flaska insektsmedel som han måste använda för att förgöra alla bin och jaga bort Donkey Kong innan han förstör växthuset. Stanley the Bugman är även med i ett avsnitt av den tecknade serien om Donkey Kong.
Spelet är mycket enkelt och består bara av tre återkommande rundor. Användaren måste satsa på höga poäng istället för att ha något långsiktigt mål, som i de flesta moderna TV-spelen. Det finns en mängd olika fiender i banorna: buzzbin, bispioner, drottningar (som sprängs upp i små skadliga delar när man dödar dem) och tusenfotingar. Bin försöker stjäla Stanleys blommor och måste dödas innan de når dem. Donkey Kong hänger bara i två lianer i övre halvan av skärmen. Använder man insektsmedel på honom flyttar han sig uppåt och till slut bort från spelskärmen och då vinner man. Man kan även vinna genom att döda alla insekter. Det hänger även en starkare flaska insektsmedel en bit upp på Kongs vänstra lian som faller ner om han kommer tillräckligt långt upp. Den starkare flaskan har dock inte oändligt många "skott", som den vanliga.
Spelet blev inte lika framgångsrikt som de tidigare varianterna av Donkey Kong-spel, möjligen p.g.a. det annorlunda spelsättet. I de tidigare spelen kontrollerade spelaren en figur som gick, hoppade och klättrade mellan olika nivåer och undvek hinder och attacker från Kong som var på den högsta nivån i spelet.

### Fotnoter
1. ↑  ”Donkey Kong 3” (på engelska). Mobygames. 12 mars 1983. http://www.mobygames.com/game/donkey-kong-3. Läst 19 september 2016.